# Gunnar af Hällström
Gustaf Hans Gunnar af Hällström, född 13 maj 1950 i Åbo, är en finländsk teologiprofessor och präst. Han är son till justitierådet Harald af Hällström och Eva Summanen. 
af Hällström blev teologie magister 1971 efter studier vid Helsingfors universitet. Där blev han också teologie licentiat 1977, kandidat i humanistiska vetenskaper 1979 samt teologie doktor 1984.
Han prästvigdes 1972 och arbetade fram till 1979 vid församlingar i Sibbo, Helsingfors och Esbo samt var 1979-83 kaplan i Åbo svenska församling. Han utnämndes på 1980-talet till docent vid flera universitet.  
af Hällström har arbetat som direktör för Finlands Aten-institut 1993–1995, därefter som professor i systematisk teologi vid Joensuu universitet och sedan 2007 som professor i dogmatik vid Teologiska fakulteten vid Åbo Akademi. 
af Hällström har specialiserat sig på patristik. Han är en framstående kännare av den tidigkristna kyrkan och har fördjupat sig bl.a. i kyrkofadern Origenes' tänkande.